# Alszejewo
Alszejewo (ros. Альшеево) – wieś (sieło) w Rosji, w Tatarstanie, w rejonie buińskim. W 2010 liczyła 714 mieszkańców, głównie Czuwaszy.